# Giáo hoàng Biển Đức XIII
Biển Đức XIII (Latinh: Benedictus XIII) là vị giáo hoàng thứ 245 của giáo hội công giáo.
Theo niên giám tòa thánh năm 1806 thì ông đắc cử Giáo hoàng năm 1724 và ở ngôi Giáo hoàng trong 8 năm 5 tháng 23 ngày. Niên giám tòa thánh năm 2003 xác định ông đắc cử Giáo hoàng ngày 29 tháng 5 năm 1724, ngày khai mạc chức vụ mục tử đoàn chiên chúa là ngày 4 tháng 6 năm và ngày kết thúc Triều đại của ông là ngày 21 tháng 2 năm 1730.

## Tiểu sử
Giáo hoàng Benedictus XIII sinh tại Gravina di Pugli, Ý ngày 02.2.1649. Tên gọi là Pietro Francesco rồi Vincenzo Maria Orsini de Gravina.
Ông theo dòng Đa Minh, làm giám mục thành Benevent. Sau 70 ngày dài bầu Giáo hoàng, Ông được chọn vào ngày 29.5.1724. Sau đó Ông đăng quang Giáo hoàng vào ngày 04.6.1724.
Đầu tiên, ông đã chọn tên Benedictus XIV, có lẽ do mê tín rồi sau đó ít lâu lại trở thành Benedictus XIII để không phải hợp pháp hóa giáo hóa Avignon là Benedictus XIII, vì cũng đã có một phản Giáo hoàng Benedictus XIII cai trị ở Avignon từ năm 1394 đến 1417. Có nhiều Giáo hoàng Rôma đã tự chọn lấy lại tên của các phản Giáo hoàng.
Ông thường để nhiều ngày cầu nguyện tại Nhà thờ Thánh Maria Minerva, cũng như triệu tập nhiều vị giảng thuyết nổi tiếng đến các nhà thờ tại Rôma.
Ông đã tín nhiệm trao quyền cai trị Giáo hội cho Hồng y Niccolò Coscia, ông đặt tin tưởng quá lớn. Năm Thánh thứ 17 (1725) được cử hành dưới triều Giáo hoàng Bênêđictô XIII (1724-1758). Cũng trong dịp này ông đã khánh thành công trình Trinità dei Monti tuyệt vời ở Roma.
Ông chủ trương cải cách chống lại thói quan liêu của hàng giáo sĩ và tuyên phong cho Thánh Louis Gonzaga và Thánh Stanislaus, bổn mạng nước Ba Lan.
Ông qua đời ngày 21 tháng 2 năm 1730.